# Agostina Burani
Agostina Paola Burani (Lanús, Buenos Aires, 4 de octubre de 1991) es una jugadora profesional de baloncesto argentina.

## Biografía
Agostina Burani juega a baloncesto en la posición de Ala-Pivot. Mide 1,88 m. Su apodo es "Buri". Tiene nacionalidad Argentina/Italiana. 
Se inició deportivamente en el Club Social y Deportivo Unión Escalada Villegas, de la localidad de Remedios de Escalada, partido de Lanús. 
Ha jugado en ligas de Argentina (con los equipos Lanús y Atlético Lanús), Italia (Paddy San Giovani), Francia (Roannais) y España (B.F. Badajoz, PACISA Alcobendas, Movistar Estudiantes, Club Promete de Logroño, y Kutxabank Araski, de Vitoria,), donde ha mostrado su capacidad de adaptación.

## Selección nacional
Jugó en la sub-17, sub-18 y sub-19 con la selección nacional júnior. Debutó en 2009 con la sénior. Desde entonces ha disputado muchos partidos con ella.
Ganó medalla de bronce en el Mundial U19 en Tailandia en el 2009, tres finales continentales (Neiva Hulla, en Colombia, en 2011, Mendoza, en Argentina, en 2013, y Ambato, Ecuador, en 2014), donde quedó subcampeona. Bronce en FIBA Américas, jugado en Edmonton (Canadá) en 2015. También cuenta en su palmarés con el subcampeonato (medalla de plata) de la AmeriCup 2017, y el campeonato Sudamericano de 2018, celebrado en Tunja (Colombia), además de haber participado en la victoria histórica sobre Estados Unidos en los XVI Juegos Panamericanos en Guadalajara (México) en 2011.
En 2024 la Federación Internacional de Baloncesto la incluyó entre las "diez jugadoras a observar" del Campeonato Sudamericano de Baloncesto Femenino de 2024, señalando que «se mantiene vigente y que sigue siendo muy importante para la causa». En el Torneo Pre-Clasificatorio a la Copa del Mundo de Baloncesto Femenino 2026, disputado en 2024 en Ruanda, marcó un promedio de 10,7 puntos y 10,7 rebotes totalizando una eficiencia de 18 a lo largo de tres partidos.

## Trayectoria
- Club Escalada Villegas (Argentina).
- 2008-2009 Lanús (Argentina).
- 2009-2010: B.F. Proffasa Badajoz Extremadura. L.F.-2
- 2010-2011: Lanús.
- 2011-2012: Atlético Lanús.
- 2013/2014: Paddy San Giovani (Italia A-2).
- 2014-2015: Unión Florida (Torneo Federal y SuperCopa).
- 2016: Atlético Lanús.
- 2016-2017: Roannais (Francia LF-2).
- 2017: Lanús.
- 2017-2018: PACISA Alcobendas. L.F.-2
- 2018-2019: Unión Florida.
- 2019-P2020: Obras Sanitarias Buenos Aires.
- 2020-2021: Movistar Estudiantes. L.F. Endesa
- 2021-2022: Club Promete, Logroño. L.F. Endesa
- 2022-2024;  Araski AES, Vitoria. L.F. Endesa